# Elsa Billgren
Elsa Billgren (Gotemburgo, 1 de febrero de 1986) es una sueca presentadora de televisión y bloguera de moda. Ha presentado muchos programas de televisión en ZTV, SVT y TV4, y ha conducido programas de radio para Sveriges Radio. Billgren también ha escrito y publicado un libro de no ficción y una novela.

## Carrera
Billgren comenzó a trabajar para el canal de televisión ZTV inmediatamente después de la escuela secundaria; fue reportera y presentadora de televisión. Entre 2006 y 2009 fue presentadora de los programas de entretenimiento Uppladdat y Cocobäng. En 2009, presentó Mega en Barnkanalen y Rec en SVT1. En 2010, presentó Antikdeckarna en el ahora desaparecido canal TV4 Plus. Billgren fue la presentadora de las transmisiones web en el sitio web de SVT durante el Melodifestivalen 2011, y del programa "After the show" Melodfestivalen 2011: Eftersnack en SVT. También en 2011, presentó el programa de radio Hallå i P3 en Sveriges Radio P3 y el programa de comedia de SVT Har du hört den förut?. El 20 de julio de 2012, fue invitada como celebridad en el Sommar i P1 y más tarde ese mismo año participó en Sommarpratarna en SVT. Más tarde en 2012, se convirtió en decoradora en el programa de mejoras para el hogar Äntligen hemma en TV4.
Billgren es bloguera de moda y decoración en el sitio web de Elle. Ha publicado dos libros: Elsa Billgrens Vintage (2013) y en noviembre de 2013 su primera novela, Man kan vinka till varandra från balkongerna.

## Vida personal
Billgren es hija del artista y escritor Ernst Billgren y de la artista Helene Billgren.